# Wolność na wygnaniu. Autobiografia
Wolność na wygnaniu. Autobiografia – autobiografia politycznego i duchowego przywódcy narodu tybetańskiego Dalajlamy XIV, laureata pokojowej nagrody Nobla z 1989 roku. Książka w oryginale (w angielskim) została wydana w 1990 rok, w Polsce w 1993 (tłumaczenie – Adam Kozieł). Pozycja została wydana przez Polskie Stowarzyszenie Przyjaciół Tybetu Wydawnictwo Atlantis, w formacie A5, zawiera 372 strony, zdjęcia i mapy Tybetu i Indii. W autobiografii dalajlama opisuje swe życie do 1990 roku.